# 海伯尼亚
海伯尼亚（英語：Hibernia）是位於美國佛羅里達州克萊縣的一個非建制地區。該地的面積和人口皆未知。

## 地理
海伯尼亚的座標為30°03′54″N 81°41′52″W / 30.06500°N 81.69778°W，而該地的平均海拔高度為4米（即13英尺）。